# Zé Maria (1931–2021)
Zé Maria, właśc. José Maria de Carvalho Sales (ur. 3 grudnia 1931 w Belém, zm. 21 marca 2021 w Recife) – piłkarz brazylijski, występujący podczas kariery na pozycji ofensywnego pomocnika.

## Kariera klubowa
Piłkarską karierę Zé Maria rozpoczął w Sporcie Recife w 1955 roku. Ze Sportem trzykrotnie zdobył mistrzostwo stanu Pernambuco – Campeonato Pernambucano w 1955, 1956, 1958 roku. W latach 1961–1963 był zawodnikiem lokalnego rywala - Náutico, z którym zdobył czwarte mistrzostwo stanu Pernambuco w 1963 roku. Karierę zakończył w Américe Recife w 1964 roku.

## Kariera reprezentacyjna
W reprezentacji Brazylii Zé Maria zadebiutował 19 grudnia 1959 w wygranym 3-1 meczu z reprezentacją Ekwadoru podczas drugiego turnieju Copa América 1959 w Ekwadorze, na którym Brazylia zajęła trzecie miejsce. Obok tego meczu w turnieju wystąpił w meczu z Argentyną. Ostatni raz w reprezentacji Zé Maria wystąpił 27 grudnia 1959 w wygranym 2-1 towarzyskim meczu z reprezentacją Ekwadoru.